# See Me, Feel Me/Overture from Tommy
See Me, Feel Me/Overture from Tommy è il 19° singolo del gruppo rock inglese The Who, pubblicato nel Regno Unito nel 1970.

## Tracce
Lato A
1. See Me, Feel Me – 3:22 (Pete Townshend)

Lato B
1. Overture to Tommy – 4:00 (Pete Townshend)

## Storia
Questo singolo rimase sul mercato per meno di un mese prima di essere ritirato e sostituito dall'EP Tommy il 6 novembre 1970.
La traccia è costituita da due parti dell'overture dell'album Tommy (1969), la seconda e la terza parte dell'ultima canzone del disco We're Not Gonna Take It: See Me, Feel Me e Listening to You.
Gli Who eseguirono See Me, Feel Me, seguita dal refrain di Listening To You, al Festival di Woodstock del 1969. La performance venne ripresa nei film Woodstock (1970) e The Kids Are Alright (1979). See Me, Feel Me fu inoltre pubblicata su singolo negli Stati Uniti per capitalizzare il successo del documentario su Woodstock. Il 45 giri entrò in classifica il 23 settembre 1970, dove raggiunse la dodicesima posizione in classifica nella Pop Singles Chart di Billboard. In Gran Bretagna, invece, non riuscì ad entrare in classifica.